# Касторнов, Константин Георгиевич
Константин Георгиевич Касторнов (род. 1968, Кривянская, Ростовская область) — российский военачальник. Заместитель начальника Военной академии Генерального штаба Вооруженных Сил Российской Федерации по военно-политической работе – начальник военно-политического отдела с мая 2021 года, генерал-лейтенант (2020).

## Биография
Родился в 1968 году в станице Кривянская Октябрьского района Ростовской области. 
Окончил школу № 61, посёлок Персиановский, Октябрьский район Ростовской области. 
В 1989 году окончил Орджоникидзевское высшее общевойсковое командное училище имени Маршала Советского Союза А. И. Еременко.
С 1989 года по 1995 и с 1998 по 2006 проходил военную службу в Северо-Кавказском военном округе в должности командира взвода, заместителя командира роты, командира роты, заместителя командира мотострелкового батальона, командира мотострелкового батальона, начальника штаба-заместителя командира мотострелкового полка. Служил командиром мотострелкового полка, в/ч 64201.
В 1998 году окончил Военную академию имени М. В. Фрунзе.
В 2006—2008 годах — командир 205-й отдельной мотострелковой бригады.
С 2008 по 2010 год — командир 135-й отдельной мотострелковой бригады.
С 2010 по январь 2011 года — командир 70-й отдельной мотострелковой бригады (Уссурийск). 
С января 2011 года — заместитель командующего 5-й общевойсковой армией.
В 2013 году окончил Военную академию Генерального штаба Вооружённых сил Российской Федерации.
С 2013 по 2016 год — начальник штаба 35-й общевойсковой армии ДВО, исполняющий обязанности командующего 35-й общевойсковой армией (Белогорск).
Июль 2017 — заместитель командующего 8-й общевойсковой армии Южного военного округа, Новочеркасск. 
Декабрь 2017 — ноябрь 2020 года — командир 22-го армейского корпуса Черноморского Флота.
Генерал-лейтенант (2020).

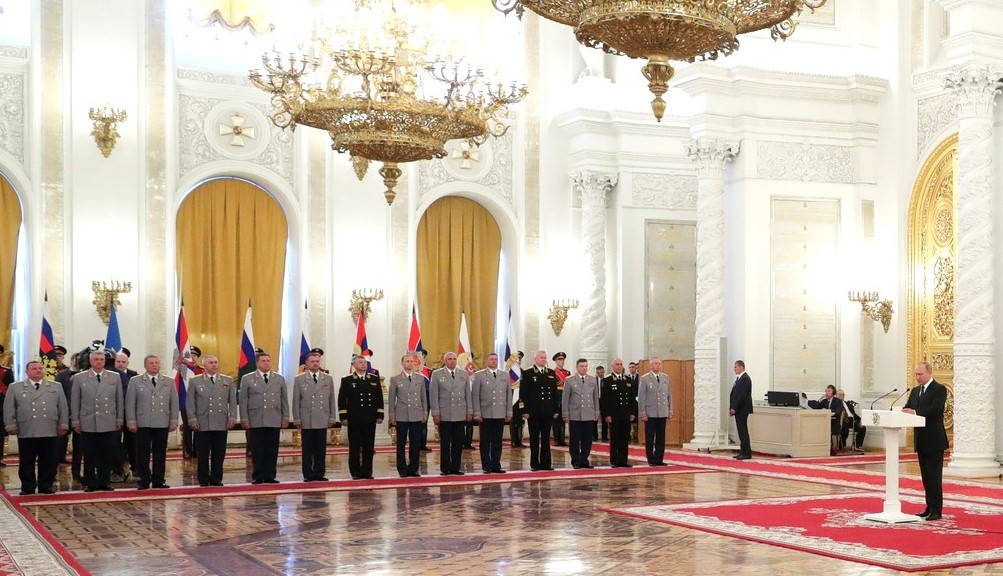
На церемонии представления офицеров и прокуроров, назначенных на вышестоящие должности 31 мая 2018, Кремль. Касторнов К. Г. в строю третий слева

С 2021 года — заместитель начальника Военной академии Генерального штаба Вооруженных Сил Российской Федерации по военно-политической работе — начальник военно-политического отдела.

## Награды
- орден «За заслуги перед Отечеством» IV степени с мечами,
- орден «За военные заслуги»,
- медаль ордена «За заслуги перед Отечеством» II степени,
- медаль Суворова[2],
- медали МО РФ.